# Roseland (Kansas)
Roseland – miasto położone w hrabstwie Cherokee.